# Sergio Gadea

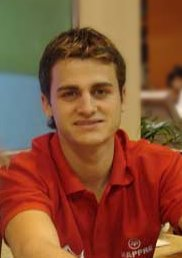
Sergio Gadea

Sergio Gadea Panisello (Puçol, 1984. december 30. –) spanyol motorversenyző, aki a MotoGP egyik résztvevője volt 2003 és 2011 között.

## Pályafutása
A sorozatban 2003-ban mutatkozhatott be: a három spanyol (Jerez, Barcelona, Valencia) és a portugál (Estoril) viadalon vett részt. Első teljes évét 2004-ben töltötte a Master Aprillia Team csapatánál, ekkor 19. lett a vb-n 29 ponttal. 2005-től egészen 2009-ig a nyolcadliteresek között versenyzett Jorge Aspar Martinez csapatánál, ahol  kétszer indulhatott az első rajtkockából, három alkalommal nyert futamot, s tizenöt alkalommal végzett a dobogón. Csapattársai közül többen is világbajnokok lettek ezalatt az időszak alatt: 2005-ben Álvaro Bautista, 2007-ben Talmácsi Gábor, és 2009-ben Julián Simón. 2010-ben a Moto2-be igazolt, ahol Sito Pons alkalmazta, s egy második helyezés volt a legjobbja. 2011-ben visszatért a 125 cm³-es kategóriába, s a fiatal spanyol Maverick Viñales csapattársa lett Paris Hilton csapatában, ahol honfitársa súlyos vereséget mért rá. Az év második felében, az aragóniai futamon ismét a Moto2-ben próbálkozott. Ezúttal a G22 alkalmazta. Még ebben az évben, a japán nagydíjon súlyos balesetet szenvedett: belső vérzése, csigolyatörése, vese- és lépsérülése volt. Ez az incidens, illetve a szponzorok hiánya az érdeklődő istállók ellenére is azt eredményezték, hogy 2012. április 4-én bejelentette ideiglenes visszavonulását.
2012-ben egyébként megkísérelt elindulni a Superbike-vb két olasz futamán, azonban az elsőt a rossz időjárás miatt törölték, a másodikon pedig nem tudott rajthoz állni. 2013-ban még elindult a MotoGP katari futamán, ahol huszadik lett, azóta azonban semmilyen versenyen nem indult.

## Statisztika
| Szezon   | Géposztály | Motor      | Verseny | Győzelem | Dobogó | Pole | Pont | Poz. |
| -------- | ---------- | ---------- | ------- | -------- | ------ | ---- | ---- | ---- |
| 2003     | 125 cm³    | Aprilia    | 4       | 0        | 0      | 0    | -    | -    |
| 2004     | 125 cm³    | Aprilia    | 16      | 0        | 0      | 0    | 29   | 19.  |
| 2005     | 125 cm³    | Aprilia    | 16      | 0        | 1      | 1    | 68   | 12.  |
| 2006     | 125 cm³    | Aprilia    | 16      | 0        | 5      | 0    | 160  | 5.   |
| 2007     | 125 cm³    | Aprilia    | 17      | 1        | 3      | 0    | 160  | 7.   |
| 2008     | 125 cm³    | Aprilia    | 17      | 1        | 1      | 1    | 83   | 12.  |
| 2009     | 125 cm³    | Aprilia    | 16      | 1        | 5      | 0    | 141  | 5.   |
| 2010     | Moto2      | Pons Kalex | 17      | 0        | 1      | 0    | 67   | 17.  |
| 2011     | 125 cm³    | Aprilia    | 12      | 0        | 2      | 0    | 103  | 9.   |
| 2011     | Moto2      | Moriwaki   | 1       | 0        | 0      | 0    | 0    | –    |
| 2013     | Moto2      | Suter      | 1       | 0        | 0      | 0    | 0    | –    |
| Összesen |            |            | 133     | 3        | 18     | 2    | 811  |      |

## Teljes MotoGP-eredménylistája
(Táblázat értelmezése)

(Félkövér: pole-pozícióból indult; dőlt: leggyorsabb kört futott) 

| Év   | Géposztály | Motor      | 1       | 2       | 3       | 4       | 5       | 6       | 7       | 8       | 9       | 10      | 11      | 12      | 13      | 14      | 15      | 16      | 17      | Poz. | Pont |
| ---- | ---------- | ---------- | ------- | ------- | ------- | ------- | ------- | ------- | ------- | ------- | ------- | ------- | ------- | ------- | ------- | ------- | ------- | ------- | ------- | ---- | ---- |
| 2003 | 125 cm³    | Aprilia    | JPN     | RSA     | SPA 25  | FRA     | ITA     | CAT 23  | NED     | GBR     | GER     | CZE     | POR 18  | BRA     | PAC     | MAL     | AUS     | VAL 20  |         | –    | 0    |
| 2004 | 125 cm³    | Aprilia    | RSA 23  | SPA 17  | FRA 22  | ITA 23  | CAT 21  | NED 21  | BRA Ret | GER 14  | GBR 16  | CZE Ret | POR 13  | JPN 13  | QAT 18  | MAL 12  | AUS 10  | VAL 5   |         | 19.  | 29   |
| 2005 | 125 cm³    | Aprilia    | SPA Ret | POR 20  | CHN 29  | FRA 2   | ITA Ret | CAT 13  | NED 9   | GBR 11  | GER Ret | CZE 4   | JPN 7   | MAL 16  | QAT 12  | AUS 9   | TUR Ret | VAL Ret |         | 12.  | 68   |
| 2006 | 125 cm³    | Aprilia    | SPA 7   | QAT 3   | TUR 3   | CHN 11  | FRA 8   | ITA 4   | CAT 3   | NED 2   | GBR 5   | GER 10  | CZE 4   | MAL 6   | AUS Ret | JPN 20  | POR 15  | VAL 3   |         | 5.   | 160  |
| 2007 | 125 cm³    | Aprilia    | QAT Ret | SPA 5   | TUR Ret | CHN 6   | FRA 1   | ITA 2   | CAT 4   | GBR 4   | NED 4   | GER Ret | CZE Ret | SMR 4   | POR Ret | JPN 8   | AUS 9   | MAL 5   | VAL 3   | 6.   | 170  |
| 2008 | 125 cm³    | Aprilia    | QAT 1   | SPA Ret | POR 9   | CHN Ret | FRA 20  | ITA 6   | CAT 9   | GBR 4   | NED Ret | GER Ret | CZE 12  | SMR 10  | IND 18  | JPN 9   | AUS Ret | MAL 12  | VAL Ret | 12.  | 83   |
| 2009 | 125 cm³    | Aprilia    | QAT 12  | JPN 19  | SPA 2   | FRA 3   | ITA 11  | CAT 3   | NED 1   | GER 2   | GBR Ret | CZE 9   | IND 15  | SMR Ret | POR 6   | AUS 10  | MAL 4   | VAL 16  |         | 5.   | 141  |
| 2010 | Moto2      | Pons Kalex | QAT 10  | SPA 6   | FRA 6   | ITA 2   | GBR 15  | NED 23  | CAT 25  | GER Ret | CZE 14  | IND 6   | SMR Ret | ARA 20  | JPN 17  | MAL Ret | AUS 24  | POR 22  | VAL 8   | 17.  | 67   |
| 2011 | 125 cm³    | Aprilia    | QAT 3   | SPA Ret | POR 12  | FRA 8   | CAT 8   | GBR Ret | NED 3   | ITA 7   | GER 6   | CZE 5   | IND 4   | RSM 8   |         |         |         |         |         | 9.   | 103  |
| 2011 | Moto2      | Moriwaki   |         |         |         |         |         |         |         |         |         |         |         |         | ARA 27  | JPN DNS | AUS     | MAL     | VAL     | –    | 0    |
| 2013 | Moto2      | Suter      | QAT 20  | AME     | SPA     | FRA     | ITA     | CAT     | NED     | GER     | IND     | CZE     | GBR     | RSM     | ARA     | MAL     | AUS     | JPN     | VAL     | –    | 0    |